# San Juan Puerto Montaña
San Juan Puerto Montaña är en ort i Mexiko.   Den ligger i kommunen Metlatónoc och delstaten Guerrero, i den sydöstra delen av landet, 250 km söder om huvudstaden Mexico City. San Juan Puerto Montaña ligger 2 445 meter över havet och antalet invånare är 791.
Terrängen runt San Juan Puerto Montaña är varierad. San Juan Puerto Montaña ligger uppe på en höjd. Runt San Juan Puerto Montaña är det ganska glesbefolkat, med 43 invånare per kvadratkilometer. Närmaste större samhälle är Malinaltepec, 16,4 km väster om San Juan Puerto Montaña. I omgivningarna runt San Juan Puerto Montaña växer huvudsakligen savannskog.